# Carlos Zimbher
Antonio Carlos Zimbher (Taguatinga, 10 de julho de 1967)  é um cantor e compositor brasileiro.
No Distrito Federal iniciou o trabalho solo, fazendo shows em quase todos os palcos, desde bares como Feitiço Mineiro e Gat’s Pub, até as salas Villa Lobos e Martins Penna do Teatro Nacional Cláudio Santoro, passando por espaços alternativos como a Oficina do Perdiz, uma oficina mecânica que se travestia de teatro à noite.
Em 1997 decidiu buscar novos desafios, e se transferiu para São Paulo, onde seus discos foram lançados.

## Discografia
- (2014) Homem Nu[3]
- (2004) Coração contemporâneo
- (1998) Diverso